# Sveti Andrija
El Islote Sveti Andrija o Islote de San Andrés (en croata: Otocic Sveti Andrija) es una isla en la parte croata del mar Adriático. También se le llamó Crveni otok (que en croata quiere decir isla roja) después de la Segunda Guerra Mundial. Está situada cerca de Rovinj y conectada con la isla vecina de Maskin, mediante un terraplén.
La isla fue habitada en la prehistoria, probablemente. En el siglo sexto, los benedictinos construyeron un monasterio en la isla. Los benedictinos abandonaron la isla en el siglo XIII y en el siglo XV fue adquirida por una Familia Franciscana que remodeló la iglesia y el monasterio. En 1809, la isla fue conquistada por Francia, y en 1892 una fábrica de cemento y cal fue construida en la isla, usando la torre de la iglesia como una chimenea.